# جنگ سرد هوش مصنوعی
جنگ سرد هوش مصنوعی (جنگ سرد هوش مصنوعی) روایتی است که در آن تنش‌ها بین ایالات متحده و چین منجر به جنگ سرد دومی می‌شود که در حوزه فناوری هوش مصنوعی به‌جای حوزه‌های قابلیت‌ها یا ایدئولوژی هسته‌ای به راه افتاده‌است. زمینه داستان جنگ سرد هوش مصنوعی، مسابقه تسلیحاتی هوش مصنوعی است که شامل ایجاد قابلیت‌های نظامی با استفاده از فناوری هوش مصنوعی توسط ایالات متحده و چین است.

## خاستگاه این اصطلاح
اصطلاح جنگ سرد هوش مصنوعی اولین بار در سال ۲۰۱۸ در مقاله ای در Wired توسط نیکلاس تامپسون و ایان برمر ظاهر شد. این دو نویسنده ظهور روایت جنگ سرد هوش مصنوعی را در سال ۲۰۱۷ دنبال می‌کنند، زمانی که چین برنامه توسعه هوش مصنوعی خود را منتشر کرد که شامل استراتژی با هدف تبدیل شدن به رهبر جهانی در هوش مصنوعی تا سال ۲۰۳۰ بود. در حالی که نویسندگان استفاده چین از هوش مصنوعی را برای تقویت اذعان کردند حاکمیت اقتدارگرایانه آن، آنها نسبت به خطرات ایالات متحده از درگیر شدن در استراتژی جنگ سرد هوش مصنوعی هشدار می‌دهند. نیکلاس تامپسون و یان برمر بیشتر از همکاری تکنولوژیک بین ایالات متحده و چین برای تشویق استانداردهای جهانی در حریم خصوصی و استفاده اخلاقی از هوش مصنوعی حمایت می‌کنند.
اندکی پس از انتشار مقاله در مجله Wired، هنک پالسون، وزیر خزانه داری سابق ایالات متحده، به ظهور «پرده آهنین اقتصادی» بین ایالات متحده و چین اشاره کرد که روایت جنگ سرد جدید هوش مصنوعی را تقویت کرد.

## طرفداران روایت جنگ سرد هوش مصنوعی
Politico به تقویت روایت جنگ سرد هوش مصنوعی کمک کرد. در سال ۲۰۲۰، این مقاله استدلال کرد که به دلیل افزایش توانایی‌های هوش مصنوعی چین، ایالات متحده و سایر کشورهای دموکراتیک مجبور به ایجاد اتحاد برای ماندن از چین هستند.
اریک اشمیت، مدیرعامل سابق گوگل به همراه گراهام تی آلیسون در مقاله‌ای در Project Syndicate ادعا کردند که در زمینه همه‌گیری کووید-۱۹، توانایی‌های هوش مصنوعی چین در بیشتر زمینه‌های حیاتی از ایالات متحده جلوتر است.
سیاستمداران ایالات متحده و بازیگران صنعت اروپا، جنگ سرد هوش مصنوعی را به عنوان دلیلی برای ممنوعیت خرید فناوری 5G هوآوی توسط مقامات دولتی در اروپا به دلیل نگرانی در مورد صنعت نظارت دولتی چین مطرح کرده‌اند.
دانشگاهیان به نگرانی‌هایی در مورد استفاده غیراخلاقی از هوش مصنوعی اشاره کرده‌اند که در درجه اول با چین مرتبط است؛ بنابراین اخلاق یک شکاف ایدئولوژیک بزرگ در جنگ سرد آینده هوش مصنوعی خواهد بود.

## نیمه هادی‌ها

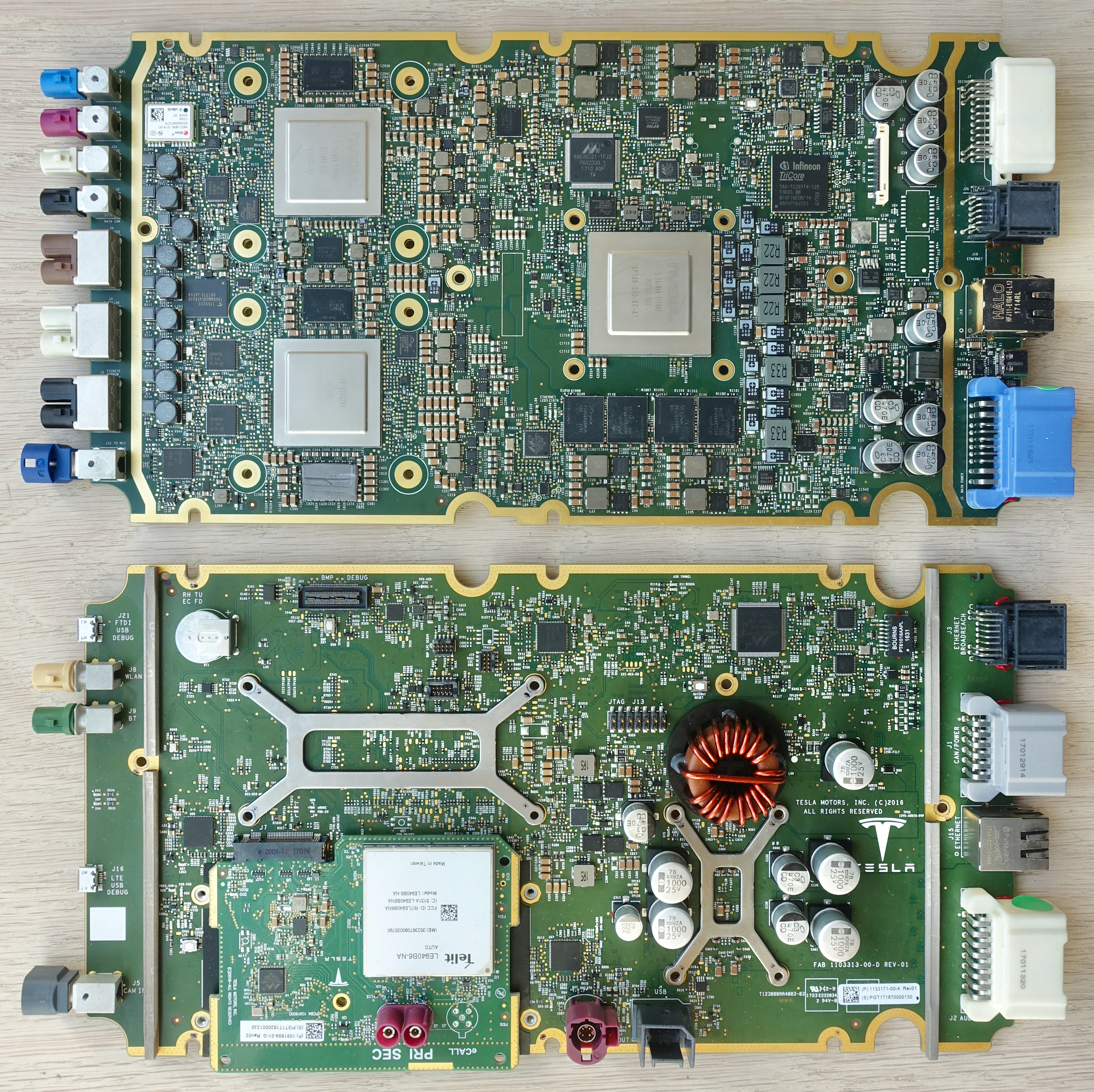
نیمه هادی‌های خودرو (ECU)

بخش اصلی نگرانی در تنش بین چین و ایالات متحده، نیمه هادی‌ها هستند.
محدودیت‌های تجاری اعمال شده توسط دولت ترامپ بر واردات نیمه هادی‌ها از چین به ایالات متحده تأثیر گذاشت و نگرانی صنعت ایالات متحده را مبنی بر مختل شدن زنجیره تأمین در صورت وقوع جنگ سرد هوش مصنوعی برانگیخت. این امر شرکت‌های فناوری ایالات متحده را بر آن داشت تا با حمایت یارانه‌های دولتی، استراتژی‌های کاهشی از جمله احتکار نیمه هادی‌ها و تلاش برای راه اندازی تأسیسات تولید نیمه هادی محلی را توسعه دهند.
ترس از ایجاد اختلال در زنجیره تأمین به نقش حیاتی تایوان در تولید نیمه هادی‌ها مرتبط است. ۷۰ درصد از نیمه هادی‌ها یا در تایوان تولید می‌شوند یا از طریق تایوان منتقل می‌شوند، جایی که مقر اصلی TSMC، بزرگ‌ترین سازنده تراشه در جهان است. چین حاکمیت تایوان را به رسمیت نمی‌شناسد و محدودیت‌های تجاری ایالات متحده بر شرکت‌های فروش نیمه هادی به چین در گذشته روابط تجاری بین TSMC و هواوی را مختل کرده‌است.

## تأثیر بر سیاستگذاری ایالات متحده
در ژوئن ۲۰۲۱، سنای ایالات متحده قانون نوآوری و رقابت ایالات متحده را تصویب کرد که حدود ۲۵۰ میلیارد دلار از پول عمومی ایالات متحده به صنعت فناوری و تولید ایالات متحده کمک می‌کند. تهدید ادعایی چین در حوزه فناوری به حمایت قوی دوحزبی از قانون جدید کمک کرد که بزرگ‌ترین حرکت سیاست صنعتی ایالات متحده در چند دهه اخیر است. مقامات چینی به ایالات متحده سرزنش کردند که این لایحه «پر از تفکر جمع صفر در جنگ سرد» است.
هدف از این لایحه قانونی تقویت قابلیت‌ها در حوزه فناوری، مانند محاسبات کوانتومی و هوش مصنوعی برای مقابله با تهدید رقابتی از سوی چین است که به عنوان فوری تلقی می‌شود. سناتور چاک شومر، رهبر اکثریت سنا و یکی از حامیان لایحه سیاست صنعتی، تهدید رژیم‌های استبدادی را مطرح کرد که می‌خواهند «لباس رهبری اقتصاد جهانی را در دست بگیرند و نوآوری‌ها را در اختیار بگیرند».
مفسران اثرات مثبت احتمالی بر نوآوری را از تلاش‌های ایالات متحده برای رقابت با چین در یک رقابت درک شده شناسایی کردند.

### تأثیر بر کشورهای اروپایی
در سال ۲۰۱۹، دولت ترامپ با موفقیت دولت هلند را لابی کرد تا شرکت هلندی ASML را از صادرات تجهیزات به چین متوقف کند. ASML ماشینی به نام سیستم لیتوگرافی فرابنفش شدید تولید می‌کند که توسط تولیدکنندگان نیمه هادی از جمله TSMC و Intel برای تولید ریزتراشه‌های پیشرفته استفاده می‌شود. دولت بایدن همان روش دولت ترامپ را در پیش گرفت و از هلند درخواست کرد که فروش ASML به چین را با استناد به نگرانی‌های امنیت ملی محدود کند.

## کاستی‌های روایت هوش مصنوعی جنگ سرد
نگرانی‌هایی از سوی دانشگاهیان و ناظران دربارهٔ اعتبار و صحت روایت جنگ سرد هوش مصنوعی ابراز شده‌است. دنیس گارزیا در Nature ابراز نگرانی کرد که روایت جنگ سرد هوش مصنوعی تلاش‌های ایالات متحده برای ایجاد قوانین جهانی برای اخلاق هوش مصنوعی را تضعیف می‌کند. محققان در MIT Technology Review هشدار داده‌اند که شکست همکاری‌های بین‌المللی در حوزه علم به دلیل تهدید جنگ سرد ادعایی هوش مصنوعی برای پیشرفت مضر است. علاوه بر این، روایت جنگ سرد هوش مصنوعی بر بسیاری از حوزه‌های دیگر از جمله برنامه‌ریزی زنجیره‌های تأمین و تکثیر هوش مصنوعی تأثیر می‌گذارد. انتشار روایت جنگ سرد هوش مصنوعی می‌تواند پرهزینه و مخرب باشد و تنش‌های موجود را تشدید کند.
جوآنا برایسون و هلنا مالیکووا به علاقه بالقوه Big Tech در ترویج روایت جنگ سرد هوش مصنوعی اشاره کرده‌اند، زیرا شرکت‌های فناوری برای مقررات سخت‌تر هوش مصنوعی در ایالات متحده و اتحادیه اروپا لابی می‌کنند. ارزیابی واقعی قابلیت‌های هوش مصنوعی موجود در کشورهای مختلف، واقعیت دوتایی کمتری نسبت به روایت جنگ سرد هوش مصنوعی نشان می‌دهد. در رابطه با قدرت سایبری، مؤسسه بین‌المللی مطالعات استراتژیک مطالعه‌ای را در ژوئن ۲۰۲۱ منتشر کرد که در آن استدلال می‌کرد که توانایی‌های آنلاین چین اغراق‌آمیز شده‌است و قدرت سایبری چین حداقل یک دهه از ایالات متحده عقب‌تر است که عمدتاً به دلیل مسائل امنیتی پایدار است.